# Groß Wittenseer Moor
Das Groß Wittenseer Moor ist ein Naturschutzgebiet in der schleswig-holsteinischen Gemeinde Groß Wittensee im Kreis Rendsburg-Eckernförde.
Das knapp 16 Hektar große Naturschutzgebiet ist unter der Nummer 40 in das Verzeichnis der Naturschutzgebiete des Ministeriums für Landwirtschaft, Umwelt und ländliche Räume eingetragen. Es wurde 1942 ausgewiesen (Datum der Verordnung: 25. Februar 1942). Zuständige untere Naturschutzbehörde ist der Kreis Rendsburg-Eckernförde.
Das Naturschutzgebiet liegt südwestlich von Eckernförde zwischen Groß Wittensee und Damendorf im Naturpark Hüttener Berge. Es stellt ein in einer von Moränen umgebenen Talmulde liegendes Hochmoor unter Schutz, das aus einem verlandeten See entstanden ist. Das Moor wurde ab dem Ende des 18. Jahrhunderts bis 1960 genutzt. Es ist heute durch Entwässerung und Torfabbau stark verändert. Das Moor wird von Bruch- und Moorwald geprägt. Dazwischen sind offene Bereiche mit Moorheide und Pfeifengrasflächen zu finden. Das Gebiet um einen Teich wird von Röhricht und Seggenried eingenommen.
Das Moor wird durch Wiedervernässungsmaßnahmen renaturiert, so dass moortypische Vegetation wie Rosmarin-, Glocken- und Besenheide ebenso zu finden ist wie Rundblättriger Sonnentau, Weißes Schnabelried sowie Scheidiges und Schmalblättriges Wollgras. Das Moor ist auch Rückzugsgebiet für verschiedene Amphibien wie Moorfrosch und Erdkröte, Reptilien wie Kreuzotter und Waldeidechse und Lebensraum für moortypische Insekten wie Schwarze und Gefleckte Heidelibelle. Aus der Vogelwelt leben hier u. a. Bekassine, Waldschnepfe, Krickente, Rohrammer und Baumpieper.
Das Naturschutzgebiet, das über Gräben zur Osterbek, die bei Fleckeby in die Schlei mündet, entwässert, wird vom Landesjagdverband Schleswig-Holstein betreut. Im Südwesten verläuft ein Wanderweg am Rand des Naturschutzgebietes.